# Gerardus 't Hooft
Gerardus 't Hooft, nizozemski fizik, * 5. julij 1946, Den Helder, Nizozemska.
'T Hooft je profesor teoretične fizike na Univerzi v Utrechtu.

## Življenje in delo
Leta 1999 je skupaj z Martinusom Veltmanom prejel Nobelovo nagrado za fiziko »za pojasnitev kvantne zgradbe elektrošibke interakcije v fiziki.«
Njegov priimek 't Hooft pomeni »glava« ali »glavni« ('t je okrajša za »het«). Poročen je z Albertho Schik (Betteke) s katero ima dve hčeri, Saskio in Ellen. Saskia je v angleščino prevedla njegovo fantastično delo Planetenbiljart. Naslov knjige je Igranje s planeti, izšla pa je v Singapuru novembra 2008.
'T Hooft je dokazal, da so umeritvene teorije renormalizabilne. Za te teorije je odkril barvno zaporo in umeritveno anomalijo.

## Priznanja

### Nagrade
Leta 1979 je prejel Heinemanovo nagrado za matematično fiziko, leta 1981 Wolfovo nagrado za fiziko, leta 1986 Lorentzovo medaljo, leta 1995 pa Spinozovo nagrado. Nobelovec Frits Zernike je bil njegov prastric.

### Poimenovanja
Po njem se imenuje asteroid glavnega asteroidnega pasu 9491 Thooft. Za njegove bodoče naseljence je napisal ustavo.